# I vinti non dimenticano
I vinti non dimenticano è un saggio storico di Giampaolo Pansa, pubblicato nell'ottobre 2010 dalla casa editrice Rizzoli.
Appartiene al ciclo dei vinti, cioè una serie libri dell'autore sulle violenze compiute da partigiani durante e dopo la Seconda guerra mondiale.

## Struttura centrale del libro
Il libro è l'ultimo lavoro di Pansa sulle vicende della seconda guerra mondiale in Italia e sulla retorica della Resistenza. In esso egli narra fatti storici e testimonianze personali dei crimini che sono stati perpetrati a danno dei fascisti e della popolazione civile dalla parte violenta dei membri della Resistenza. In particolare, Pansa esprime la tesi che tale frangia facesse capo ad uno solo dei partiti membri del Comitato di Liberazione Nazionale, ossia il Partito Comunista Italiano. Le violenze commesse dai partigiani comunisti facevano parte della strategia della tensione che il PCI inaugurò subito dopo l'8 settembre 1943. Secondo Pansa l'obiettivo dei vertici del PCI non era la costruzione di una nuova democrazia italiana postfascista, ma piuttosto creare in Italia una dittatura comunista che avrebbe fatto del paese uno stato satellite dell'URSS, come avvenne per molti stati dell'Europa dell'est dopo la fine della guerra.
Questa tesi è la spina dorsale dell'intero libro, e serve a spiegare tutte le violenze ordinate dai vertici del partito comunista verso non solo i nazifascisti, ma anche le loro famiglie (numerosi sono i casi di donne fasciste o presunte tali torturate, violentate o uccise) e addirittura i partigiani facenti parte di altri partiti (la Democrazia Cristiana e il Partito Socialista Italiano in primis) in quanto dopo la Liberazione sarebbero stati un ostacolo alla costruzione della dittatura del proletariato.
Il libro non è scritto con la struttura di un saggio, tende invece a descrivere in maniera accurata le storie delle persone che sono state "condannate dagli storici al silenzio", e a volte dagli stessi partigiani autori della violenze, con minacce fisiche e verbali, molte volte rimasti impuniti. In questo modo il lettore è spinto a comprendere i sentimenti delle persone che, nonostante fossero vittime, sono state costrette a non rivelare la loro sofferenza al mondo esterno.
Non sono trascurate nemmeno le vicende che hanno visto coinvolti gli alleati, come i numerosi morti a causa dei loro bombardamenti sulle città italiane, o gli stupri nelle campagne toscane da parte delle truppe marocchine all'ordine dell'esercito francese.

## Edizioni
- Giampaolo Pansa, I vinti non dimenticano. I crimini ignorati della nostra guerra civile, Milano, Rizzoli, 2010, ISBN 978-88-17-04115-7.
- Giampaolo Pansa, I vinti non dimenticano. I crimini ignorati della nostra guerra civile, Milano, Mondolibri, 2011.
- Giampaolo Pansa, I vinti non dimenticano. I crimini ignorati della nostra guerra civile, BUR. Big, Milano, Rizzoli, 2011, ISBN 978-88-17-04976-4.
- Giampaolo Pansa, I vinti non dimenticano. I crimini ignorati della nostra guerra civile, BUR. I bellissimi, Milano, Rizzoli, 2015, ISBN 978-88-17-07937-2.